# The Columbian Exchange
The Columbian Exchange: Biological and Cultural Consequences of 1492 è un libro del 1972 di Alfred W. Crosby sullo scambio colombiano.

## Ricezione
Vari studiosi hanno commentato il libro negli ultimi decenni. Nella prefazione dell'edizione del 2003, J. R. McNeill dice che nel 1972 "le idee di Crosby hanno incontrato la più totale indifferenza della maggior parte degli storici, trovando difficoltà nella pubblicazione del testo stesso e l'ostilità di molti recensori. Ma ora essi si trovano ad affrontare una delle più prominenti, e convenzionali, figurazioni della storia moderna".
Oggi il testo è fondante della scienza ambientale, è spessissimo citato, anche da autori come Jared Diamond e Lucio Russo. Le argomentazioni sono state espanse e approfondite in dei lavori successivi, i cui titoli sono 1491: New Revelations of the Americas Before Columbus (2005) e 1493: Uncovering the New World Columbus Created (2012) di Charles C. Mann.